# Brzesko
Brzesko é um município da Polônia, na voivodia da Pequena Polônia e no condado de Brzesko. Estende-se por uma área de 11,83 km², com 16 989 habitantes, segundo os censos de 2016, com uma densidade de 1436,1 hab/km².